# Сварная сетка

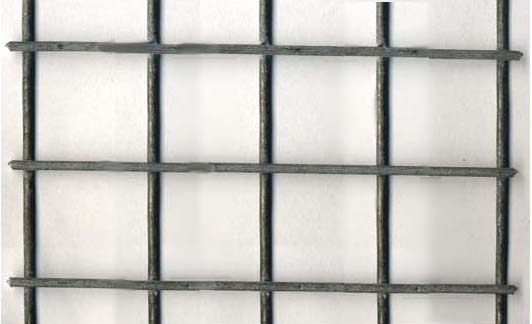
Сварная сетка крупным планом

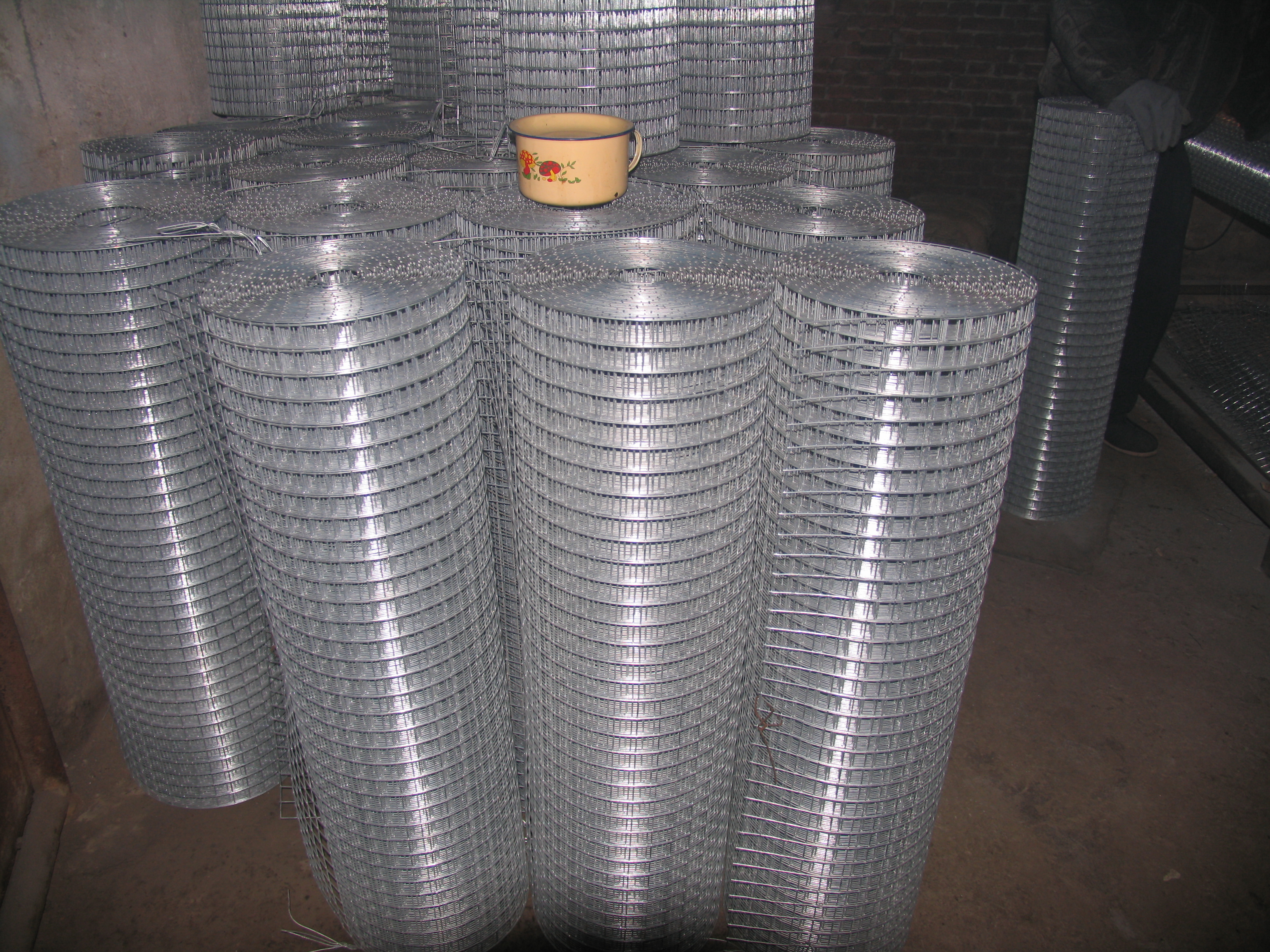
Рулоны сварной сетки

Сварна́я сетка — строительный материал. Названа по методу производства. Ячейки сварной сетки образовываются путём сваривания перпендикулярно расположенных проволок. Часто к сварной сетке относят кладочную сетку (Армопояс). Также к этой сетке относят дорожные сетки и армировочные для стекла и теплоизоляции.
Сетка данного типа изготовляется на сварочных станках методом точечного сваривания.
Сырьём для изготовления сварной сетки служит низкоуглеродистая стальная проволока. Наряду со стальной проволокой, используется проволока с ПВХ, полимерным покрытием и оцинкованная.
Сетка сварная подразделяется по форме ячеек на:
1. сварную сетку с квадратными ячейками;
2. сварную сетку с прямоугольными ячейками.

Сварная сетка поставляется обычно высотой 1,0 м, реже — 1,5 м. Также возможна высота в 1,3, 1,8, 2,0 м. Длина рулона зависит от производителя. Обычно, длина рулона составляет 10, 25 или 30 метров.
Торцы рулонов сварной сетки упаковываются в плотную бумагу, мешковину, искусственную ткань или полиэтилен.

## Защита от коррозии
Сварная сетка может иметь несколько типов оцинкования:
1. Оцинкованная, потом сваренная (электролитическое оцинкование со слоем цинка около 10 гр/м2);
2. Сваренная, потом оцинкованная (электролитическое оцинкование со слоем цинка около 20 гр/м2);
3. Горячеоцинкованная, потом сваренная (горячий цинк 35 - 50 гр/м2);
4. Сваренная, потом горячеоцинкованная, это сварная сетка с повышенной защитой от коррозии (горячий цинк около 130 гр/м2) .

С увеличением слоя цинка увеличивается стойкость к коррозии сетки сварной.
Сетка сварная, произведенная из оцинкованной проволоки (оцинкованная, затем сваренная), имеет меньшую стойкость к коррозии по сравнению с самой оцинкованной проволокой. Ведь для того, чтобы сварить между собой проволоки электродами, место сварки нагревают до 1300 градусов Цельсия - температуры плавления стали. Температура кипения (испарения) цинка составляет 907 градусов (плавится при температуре 419,5 град). Это означает, что в процессе сварки цинк частично испарится, особенно в точках сварки.
Сетка сварная, в процессе воздействия на неё агрессивной средой, в 2 раза быстрее начинает ржаветь именно в местах сварки. Поэтому для более длительной эксплуатации следует использовать сварную сетку с повышенной защитой от коррозии, а именно в покрытии.
Кроме того, в последние годы активно развивается сетка сварная с полимерным покрытием. Такое покрытие обеспечивает надежную защиту в условиях агрессивной окружающей среды (морской воздух, азотные кислоты от навоза, загрязненный промышленностью воздух и прочие). Подавляющее большинство производителей изготавливает такую сетку зелёного цвета. Часто продавцы указывают в документах только наружный диаметр проволоки, поэтому следует всегда спрашивать и диаметр стального сердечника, чтобы быть уверенным в её прочности.

## Прочность сварной сетки
Прочность сварной сетки имеет прямую зависимость от величины ячейки и диаметра проволоки. Чем меньше ячейка и больше диаметр проволоки (чем больше металла в квадратном метре сетки), тем прочнее сетка.
Так как основу цены сварной сетки составляет стоимость проволоки, некоторые производители занижают диаметр проволоки и завышают размер ячейки. Таким образом, они продают менее прочную сварную сетку.
Для того чтобы контролировать параметры сварной сетки, достаточно взвесить рулон этой сетки и сравнить вес квадратного метра сетки с теоретическим весом сварной сетки. Если разница составляет более 5 %, то с качеством этого рулона не все в порядке. Он может быть короче, ниже, из более тонкой проволоки или с увеличенной (ослабленной) ячейкой.

## Применение сварной сетки
Сварная сетка может применяться:
- для армирования дорожного полотна;
- для армирования кладки (кладочная сетка);
- для армирования стекла и теплоизоляции;
- для армирования полов;
- для армирования штукатурки;
- для изготовления клеток для птиц и животных;
- для изготовления временных перегородок для клеток;
- для строительства вольеров для животных;
- для ограждения территории;
- для изготовления мышеловок и крысоловок;
- для изготовления фидерных кормушек (кормушек для рыбной ловли);
- для заграждения вентиляционных отверстий.